# The Bride of Abydos
Pour les articles homonymes, voir La Fiancée d'Abydos (homonymie).
The Bride of Abydos (La Fiancée d’Abydos) est un poème de Lord Byron publié en 1813, faisant partie de ses poèmes orientaux. 

## Résumé
Selim et Zuleïka, les enfants du Pacha Giaffir, s'aiment d'un amour qui semble impossible. Zuleïka doit être prochainement mariée à un homme qu’elle n’a jamais vu. Selim donne rendez vous une nuit à Zuleïka dans une grotte et lui fait des confidences : il n'est pas le fils de Giaffir, mais de son frère, que Giaffir a fait empoisonner. Selim, qui explique qu'il est devenu pirate, propose à Zuleïka de partir avec lui. Mais Zuleïka n'a pas le temps de lui répondre que Giaffir et ses hommes les surprennent. Ils se lancent à la poursuite de Selim, qui meurt en rejoignant son navire. Zuleïka meurt de chagrin instantanément. Une rose témoigne de leur histoire.

## Inspirations
Ce poème a été écrit après que l'auteur eut traversé le détroit des Dardanelles à la nage entre Abydos et Sestos pour imiter le personnage de la mythologie grecque, Léandre, qui traversait le détroit la nuit pour aller retrouver sa bien-aimée Héro, prêtresse d'Aphrodite à Sestos.
Par la suite, certains y ont vu une allusion aux amours coupables de Lord Byron avec sa demi-sœur Augusta Leigh.

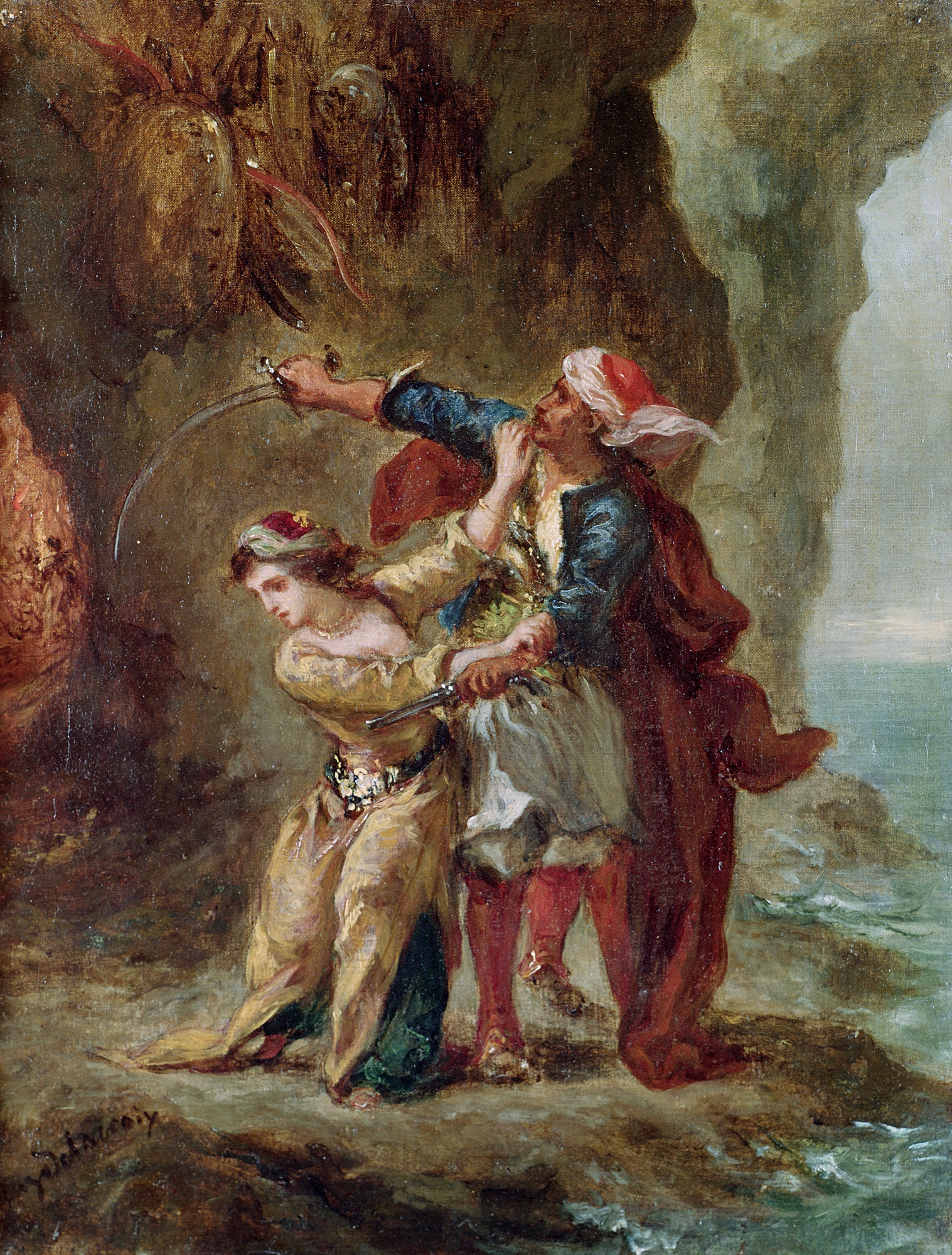
La Fiancée d'Abydos, 1843-1849
Eugène Delacroix
Musée du Louvre

Il a inspiré le tableau d’Eugène Delacroix, La Fiancée d’Abydos, dont il existe trois versions, une au Louvre, une autre au musée des beaux-arts de Lyon et la troisième au Fitzwilliam Museum à Cambridge.